# 日產Micra C+C
日產Micra C+C是一部由英國日產汽車公司設計製造的電動硬頂敞篷車，乃是從日產March第三代K12型衍生出來。2005年11月於歐洲市場正式發售，2007年7月回銷至日本市場。
關於車名「C+C」，乃是「Coupe+Convertible」（轎跑車+敞篷車）的縮寫。

## 概要
起初僅於歐洲市場銷售的日產Micra C+C採前後二排、四人座位之設計，日產汽車共投入1億4千6百萬歐元的開發經費。頂篷為電動硬頂式，由英國日產汽車公司與德國威廉·卡曼公司（Wilhelm Karmann GmbH，於2009年3月被福斯汽車併購）合作開發，啟或閉約耗時22秒鐘。變速箱共分五速手動排檔、E-ATx四速自動排檔兩種，動力來源則有1.4L直列四缸SOHC CR14DE型引擎、1.6L直列四缸SOHC HR16DE型引擎、1.5L直列四缸SOHC K9K型柴油引擎等三種選擇。
由於在該市場受到歡迎，2007年7月起開始回銷日本，由英國日產汽車公司製造，並針對日本消費者特性做了一些細部修改。日規版限量1,500輛，一樣採用前述二種變速系統，引擎則為1.6L直列四缸SOHC HR16DE型引擎，驅動方式為2WD。

## 歷史
- 2002年9月：在巴黎車展發表「Micra C+C」概念車。
- 2005年6月15日：位於巽德蘭的英國日產汽車公司宣布同年秋季開始投產，預計11月正式在歐洲上市。
- 2007年1月：正式在東京改裝車展中亮相，並宣布7月23日開始在日本境內銷售。
- 2010年8月：在日本達成1,500輛的銷售量，停止發售。

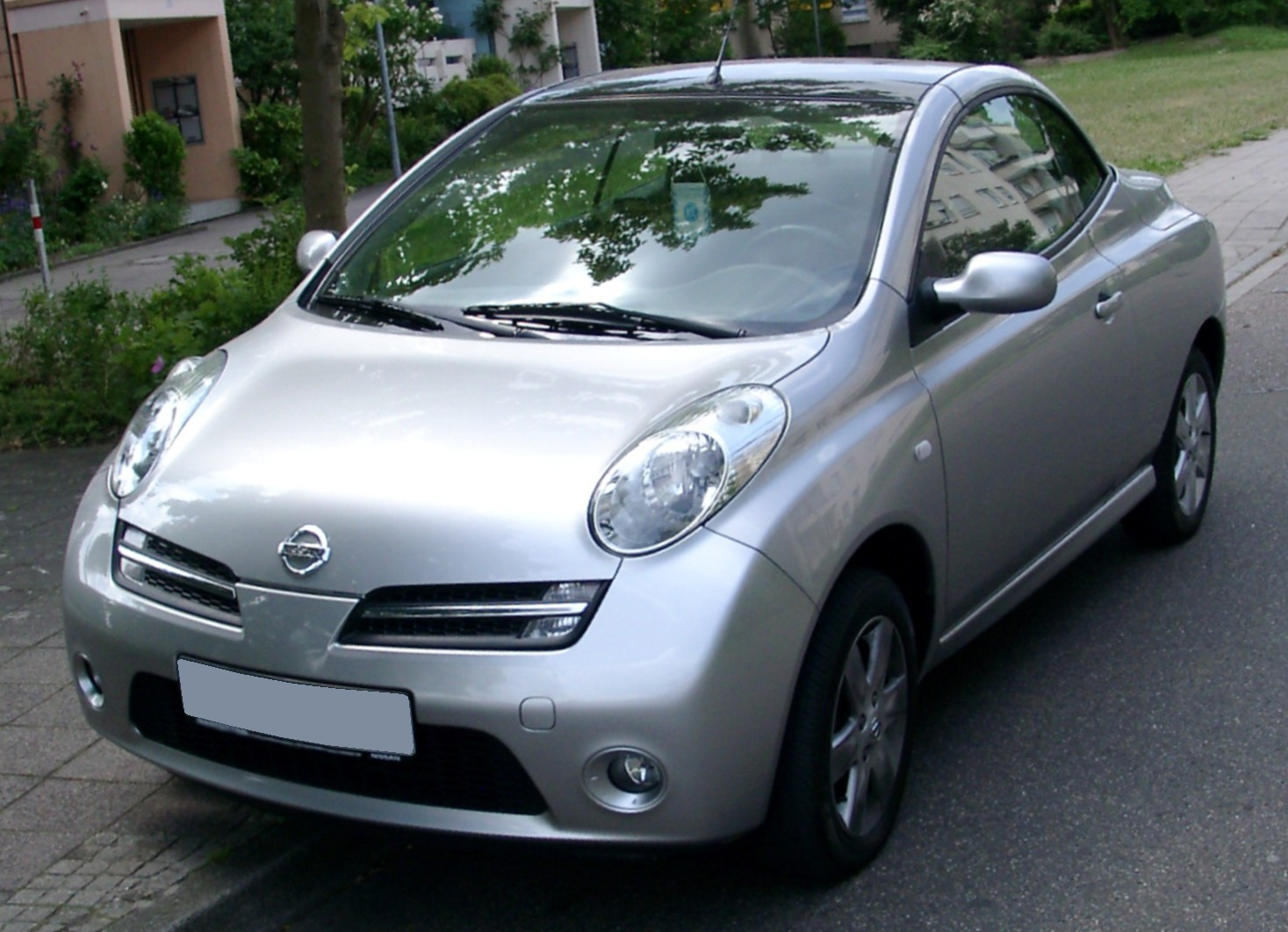
車頭
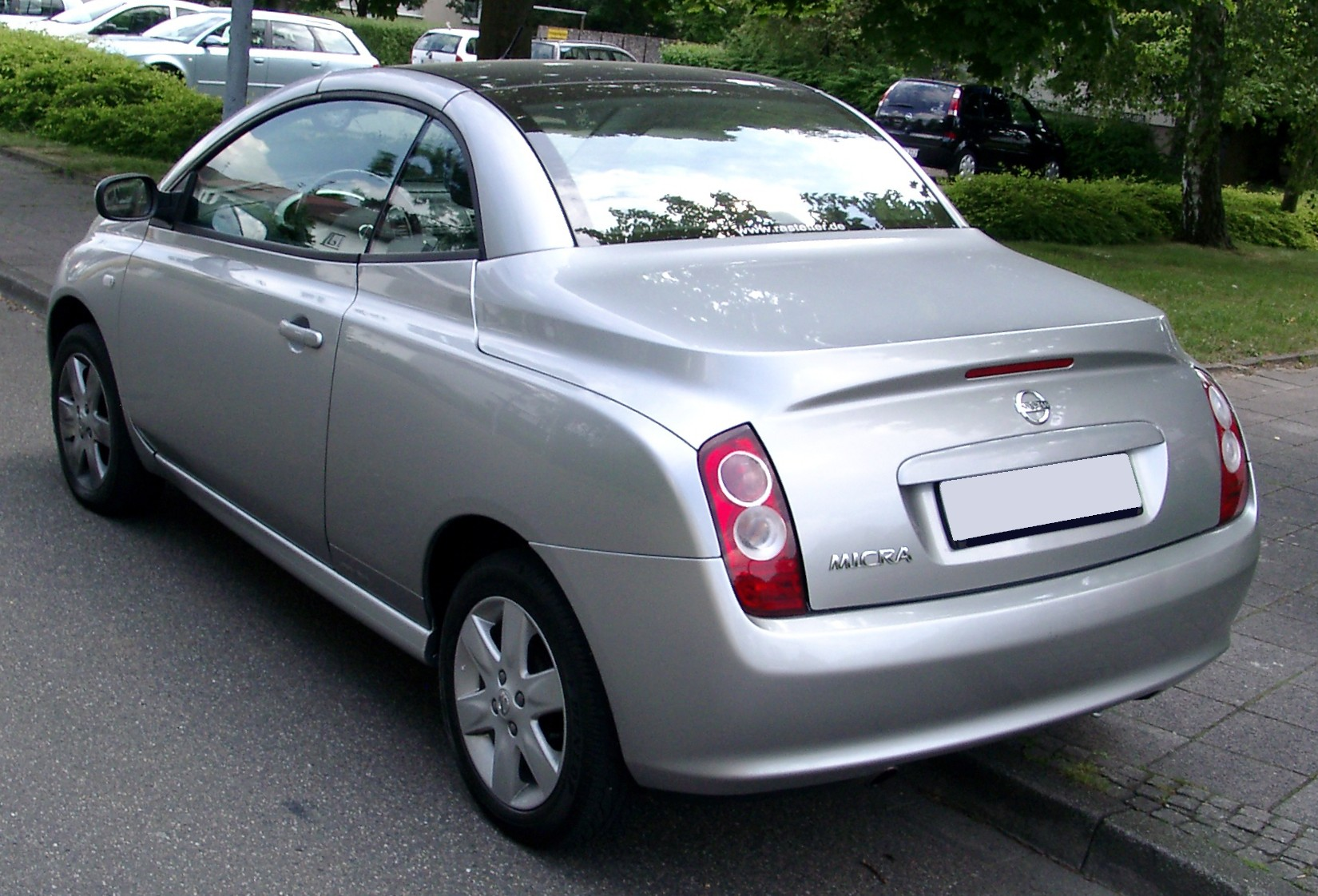
車尾
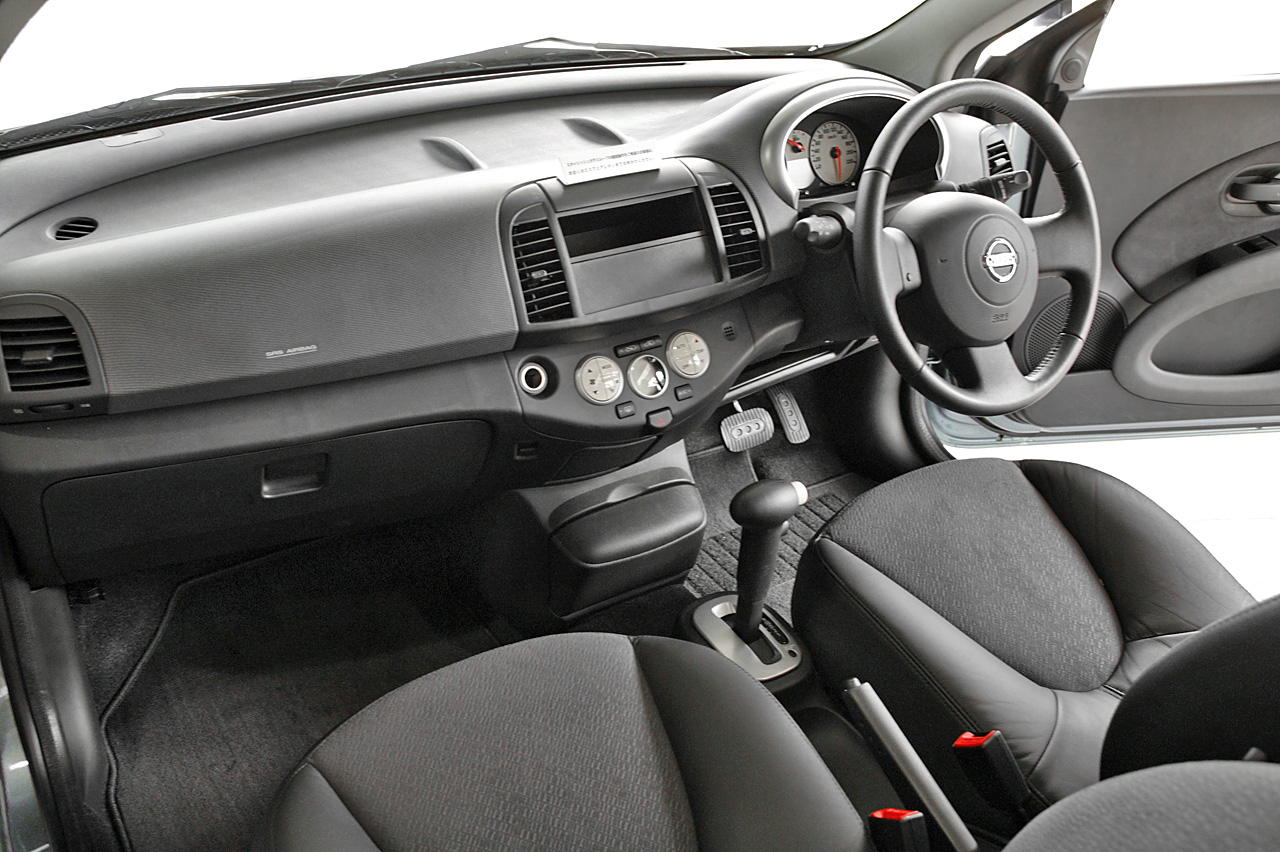
右駕版內裝
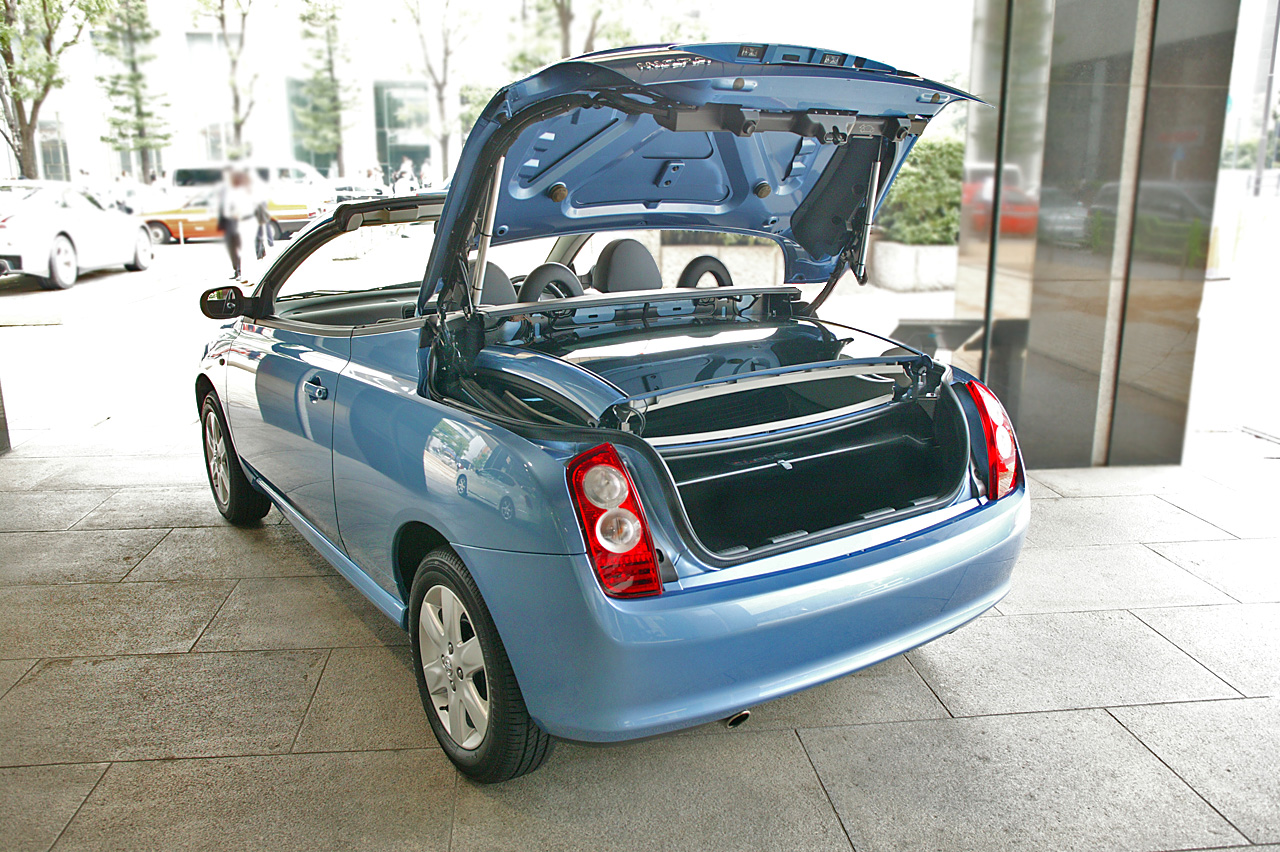
電動硬頂收合貌
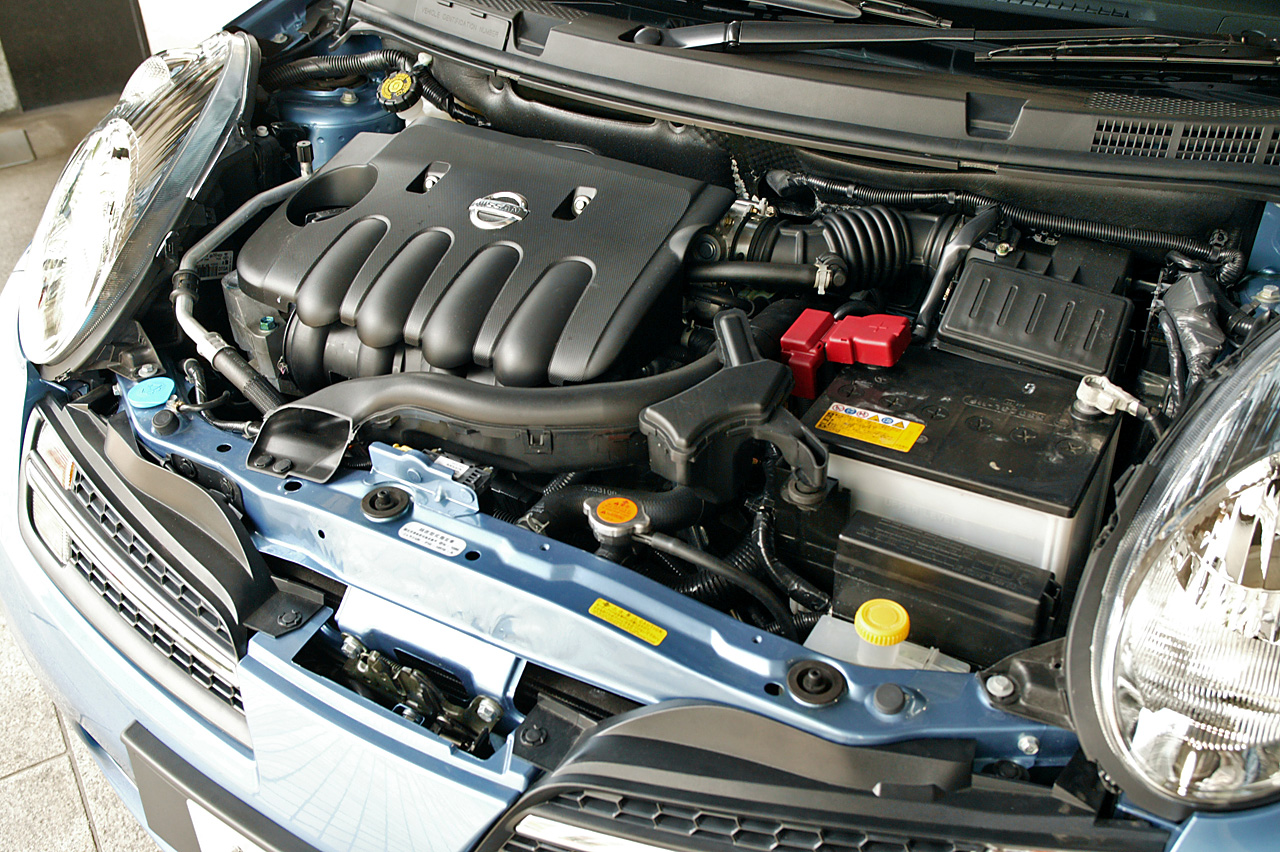
引擎室特寫

## 內部連結
- 日產March

## 外部連結
- （日語）日本官方網站